# Campeonato Europeu de Beisebol
O Campeonato Europeu de Beisebol é o principal torneio entre seleções nacionais de beisebol da Europa, dirigido pela Confederação do Beisebol Europeu (CEB).

## Quadro de medalhas
| Ordem | País          | Medalha de ouro | Medalha de prata | Medalha de bronze |    |
| ----- | ------------- | --------------- | ---------------- | ----------------- | -- |
| 1     | Países Baixos | 20              | 8                | 0                 | 28 |
| 2     | Itália        | 9               | 15               | 3                 | 27 |
| 3     | Bélgica       | 1               | 2                | 6                 | 9  |
| 4     | Espanha       | 1               | 1                | 12                | 14 |
| 5     | Grã-Bretanha  | 0               | 2                | 0                 | 2  |
| 6     | Alemanha      | 0               | 1                | 7                 | 8  |
| 7     | Grécia        | 0               | 1                | 0                 | 1  |
| 7     | Rússia        | 0               | 1                | 0                 | 1  |
| 9     | Suécia        | 0               | 0                | 2                 | 2  |
| 10    | França        | 0               | 0                | 1                 | 1  |